# Gare de Torokko Arashiyama
À ne pas confondre avec la gare d'Arashiyama.
La gare de Torokko Arashiyama (トロッコ嵐山駅, Torokko Arashiyama-eki) est une gare ferroviaire située dans l'arrondissement d'Ukyō de la ville de Kyoto au Japon, située sur le chemin de fer touristique Sagano Scenic Railway.

## Situation ferroviaire
La gare de Torokko Arashiyama est située au point kilométrique (PK) 1,0 de la ligne Sagano Scenic Railway. Elle se trouve dans le quartier Saga (ja) Ogurayama-chō (嵯峨小倉山町) de l'arrondissement d'Ukyō, à Kyoto.

## Histoire
La gare de Torokko Arashiyama est ouverte en même temps que l'entièreté de la ligne Sagano Scenic Railway le 27 avril 1991.

## Service des voyageurs

### Accueil

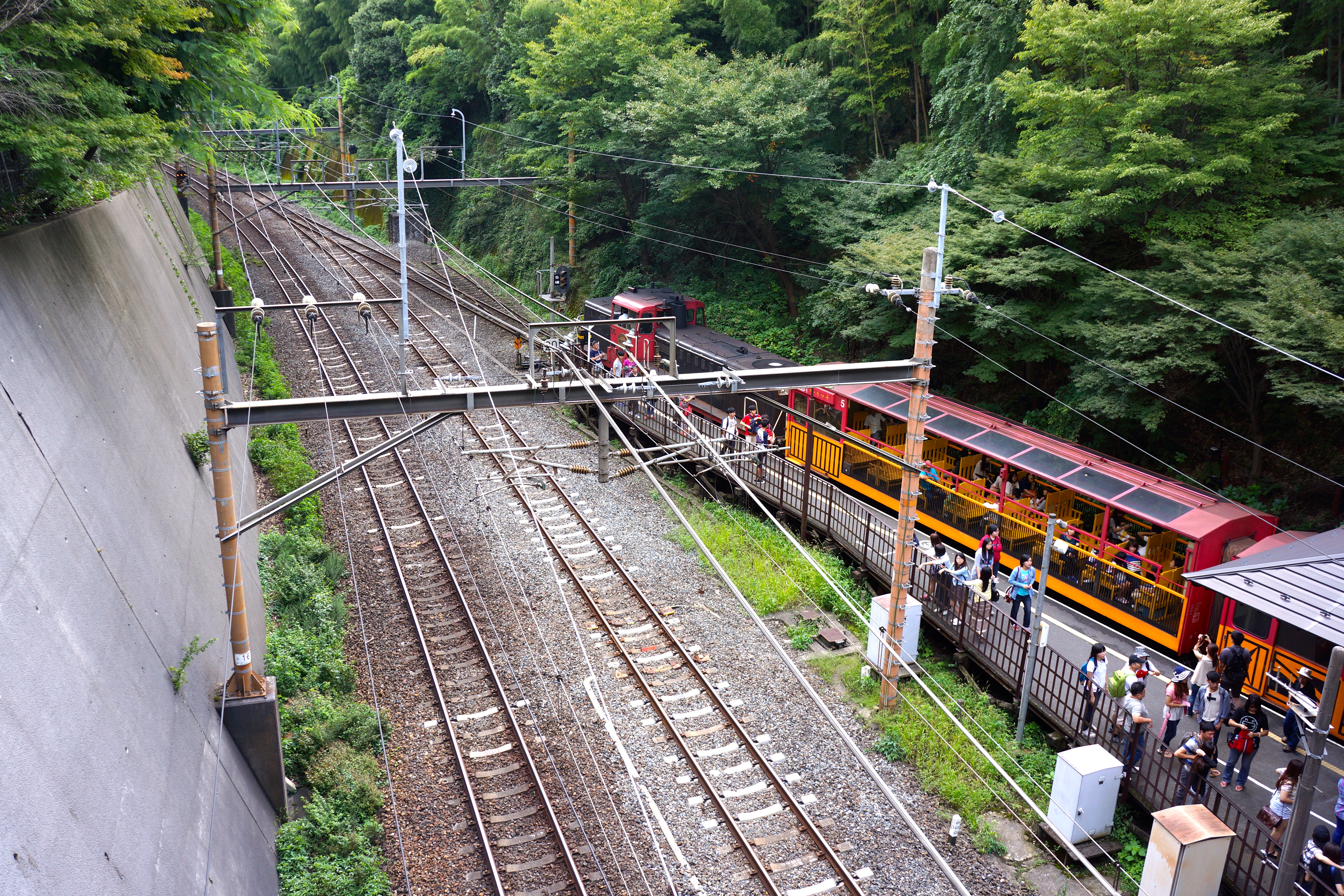
Quai et voie vus en 2014.

La gare dispose d'un bâtiment voyageurs construit au niveau du sol au nord-ouest de l'unique voie et du quai. Dans le bâtiment, on trouve une billeterie, un défibrillateur et des toilettes, incluant des toilettes accessibles. Au-delà du portique se trouve un escalier de soixante marches pour se rendre jusqu'au quai, ce qui rend l'accès difficile aux personnes en fauteuil roulant.

### Gares adjacentes
Elle est deuxième gare de la ligne Sagano Scenic Railway.
| «            |  | Service               |  | »               |
| ------------ |  | --------------------- |  | --------------- |
| Torokko Saga |  | Sagano Scenic Railway |  | Torokko Hozukyō |

### Intermodalité
La gare se trouve à vingt minutes de marche de la station Arashiyama (en) du tramway de Kyoto exploité par la Keifuku Electric Railway et de la gare de Saga-Arashiyama sur la ligne Sagano de JR West, et à plus de trente minutes de marche de la gare d'Arashiyama sur la ligne Hankyu Arashiyama.
Elle se trouve à environ 700 mètres des arrêts « École primaire de Saga » (嵯峨小学校前) et « Nonomiya » (野々宮) du réseau d'autobus de Kyoto (ja), desservis par les lignes 11, 28, 85 et 93. Les arrêts les plus proches de la société privée Kyoto Bus (ja) sont aussi à « École primaire de Saga » et « Nonomiya », desservis par les lignes 62, 72, 90, 92 et 94.

## Dans les environs
La gare se trouve dans le secteur Sagano de Kyoto, proche de la bambouseraie d'Arashiyama. Plusieurs temples bouddhistes et sanctuaires shinto sont proches, inculant l'Adashino Nenbutsu-ji, l'Otagi Nenbutsu-ji, le Nison-in, le Jōjakkō-ji (ja) (常寂光寺), le Senkō-ji (ja) (千光寺), le Nonomiya-jinja et le Mikami-jinja (御髪神社). L'ermitage Rakushisha (ja) (落柿舎) et la villa de montagne Ōkōchi Sansō (ja) se trouvent aussi tout près.